# Большие Лызи 2 часть
Большие Лызи 2 часть — деревня в Балтасинском районе Республики Татарстан. Входит в состав Шубанского сельского поселения.

## История
До 1930-х годов вместе с деревней Большие Лызи 1 часть составляла единый населённый пункт.

## Географическое положение
Деревня расположена на севере Татарстана, в юго-западной части Балтасинского района, в юго-восточной части сельского поселения, на левом берегу реки Шошма (на противоположном берегу находится деревня Большие Лызи 1 часть). Расстояние до районного центра (посёлка городского типа Балтаси) — 1,5 км. Абсолютная высота — 88 метров над уровнем моря.
К северу от деревни расположено озеро Кара-Куль (Чёрное).

## Население
| 1938 | 1949 | 1958 | 1970 | 1979 | 1989 |
| ---- | ---- | ---- | ---- | ---- | ---- |
| 328  | ↘282 | ↘206 | ↘188 | ↘186 | ↘89  |
| 2000 | 2010 |      |      |      |      |
| ↘68  | ↗72  |      |      |      |      |

В национальном составе населения преобладают удмурты.

## Экономика и инфраструктура
Основными видами хозяйственной деятельности для жителей деревни являются полеводство и скотоводство.
Общая площадь жилого фонда деревни — 1000 м².